# Rally de Gran Bretaña
El Rally de Gran Bretaña, oficialmente Wales Rally of Great Britain, conocido también como Rally de Gales, es una prueba de rally que se disputa anualmente sobre tramos de tierra alrededor de la ciudad de Cardiff, Gales, Reino Unido. Es la competición más importante de la especialidad en el país, y forma parte del Campeonato Mundial de Rally desde 1973 salvo en 1996 cuando fue puntuable para el mundial de 2 litros. También alberga habitualmente al Campeonato Mundial de Rally de Automóviles de Producción.
El rally es popularmente conocido como el RAC Rally, debido a que el Royal Automobile Club es el encargado de llevar a cabo la prueba desde el año 1932. Es una prueba dura, que se compite sobre caminos privados y parques públicos, con tramos embarrados y que en muchas ocasiones ha sido juez supremo del campeonato del mundo. La prueba ha cerrado el calendario del mundial en muchas ocasiones, y de la misma manera en muchas ocasiones los pilotos se jugaron el título en Gran Bretaña. Gran Bretaña ha sido tradicionalmente un país con una gran cultura del automóvil, es por ello que el rally de casa está a la altura del British Open o del Wimbledon, principales competiciones de golf y tenis del país. El RAC puede llegar a congregar dos millones de espectadores en los tres días que dura la competición. Es además una de las pocas pruebas donde los aficionados pagan una entrada para disfrutar del espectáculo.
El rally se organiza en el mes de noviembre y casi siempre bajo condiciones climatológicas adversas: lluvia, frío y una espesa niebla que dificulta el pilotaje por los tramos llenos de barro y trampas que impide a los pilotos coger un ritmo que les permita optar a la victoria. Es por tanto una prueba que no perdona el más mínimo error. Otro de los problemas es la elección de los neumáticos que se vuelve difícil por el cambio continuo de adherencia según el terreno más blando o más duro. En ocasiones incluso se permite la utilización de neumáticos con clavos. Otra de las claves para lograr la victoria en la prueba es la conducción que raya la improvisación, y por supuesto las notas del copiloto. Por otro lado el chasis de los coches también sufre la dureza de los tramos que rara vez llega intacta al final mientras que la suspensión y la temperatura no suelen dar muchas problemas. El RAC por sus características es una de las citas del mundial más prestigiosas.

## Historia

### Inicios
La edición inaugural fue el Rally RAC de 1932, que fue el primer gran rally de la época moderna en Gran Bretaña. De los 367 equipos participantes, 341 competidores en coches sin modificar comenzaron desde nueve ciudades diferentes (Bath, Buxton, Edimburgo, Harrogate, Leamington, Liverpool, Londres, Newcastle-on-Tyne y Norwich).
El programa oficial explicaba que "desde los nueve puntos de salida se seguirán diferentes trazados, cada uno de unas 1000 millas de longitud, pero con final común en Torquay. En cada trazado habrá cuatro controles, además de los de salida y llegada, y estarán abiertos por un periodo de entre cuatro y siete horas. Los competidores deberán comparecer en estos controles a cualquiera de las horas en que estén abiertos. Deberán pasar por el control final lo más cerca de su tiempo fijado de llegada que sea posible; cualquier desviación considerable de este tiempo será penalizada con la pérdida de puntos".
Además de completar el recorrido en el horario establecido los participantes debieron realizar una prueba especial consistente en rodaje lento, aceleración y frenada. A esto se sumó un concurso de elegancia en Torquay. No hubo ganador oficial, aunque el Coronel A H Loughborough, al volante de su Lanchester 15/18 fue el que menos penalizaciones acumuló en la especial del final del rally.

### Años de preguerra y postguerra
Al año siguiente el Rally RAC siguió un formato similar, aunque la llegada fue en Hastings. Participaron más de trescientos equipos, y en esta ocasión, la señorita Kitty Brunel, en un AC Ace, fue la que menos penalizaciones acumuló.
The rally se celebró anualmente hasta 1939, cuando el estallido de la Segunda Guerra Mundial obligó a cancelarlo. Sin embargo, se restableció en 1951 y se ha celebrado anualmente salvo en dos ocasiones, 1957 (por la Guerra del Sinaí del año anterior) y 1967 (por la fiebre aftosa). Este último incidente ocurrió la víspera del rally, así que los participantes realizaron una imitación de rally en el terreno de pruebas de Bagshot como compensación para la prensa y la televisión (se había persuadido a ATV para que realizara una gran cobertura, con cámaras dentro de los coches por primera vez en la historia del rally).

### Etapas forestales
En 1960 el secretario de la organización, Jack Kemsley, negoció con la Comisión Forestal para que permitiera que una sección de dos millas de bosque en Argyll (Escocia) se usara en la competición. El tramo fue un gran éxito, y al año siguiente carreteras forestales a lo largo del país fueron abiertas para los pilotos. Esto, en combinación con la introducción de cronómetros especiales y el sorteo de participantes aseguró el futuro del rally y cimentó su reputación como una de las pruebas más duras e impredecibles del calendario.

### Etapas Mickey Mouse
En 1971 se introdujeron "etapas para los espectadores", que para 1975 ya se habían convertido en una parte importante de la prueba; estas etapas se desarrollaban en lugares públicos como Sutton Park. Habitualmente tenían lugar el primer día de la prueba. A los pilotos no les gustaban y se referían a ellas de forma despectiva como "etapas Mickey Mouse" por lo poco desafiantes que eran pero a pesar de todo eran contabilizadas de cara al resultado final. En tiempos recientes se han sustituido por las "superespeciales", que siguen siendo despreciadas por los pilotos, pero populares para el público.

### Grupo B

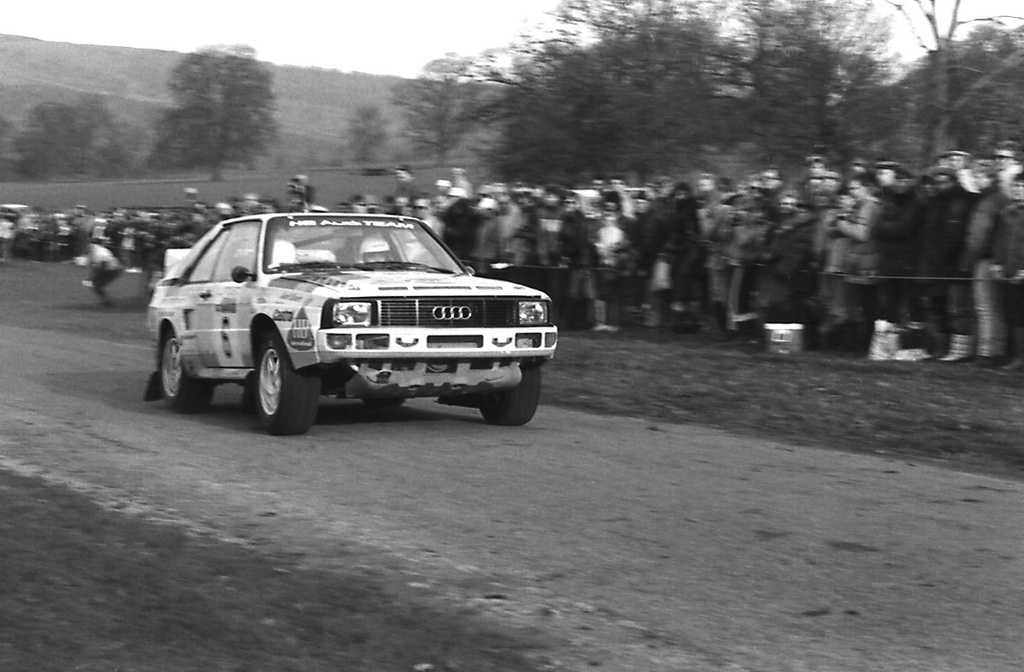
La francesa Michèle Mouton durante la edición de 1984 con el Audi Quattro.

El Rally RAC de 1986 fue la última prueba en Europa en la que compitieron vehículos del Grupo B. Estos coches turbo superruidosos serían prohibidos por ser demasiado potentes y peligrosos a la vista de los numerosos accidentes en los que se vieron implicados. Al final, los Peugeot 205 Turbo 16 de Timo Salonen, Juha Kankkunen y Mikael Sundström ocuparon tres de las cuatro primeras posiciones, ya que Markku Alén, segundo al volante de su Lancia Delta S4 evitó el monopolio de la marca francesa en el podio.
En 1986 finalizaron 83 pilotos de los 150 que empezaron la prueba, una mejora en comparación con el año de más bajas (1981), cuando solo finalizaron 54 de 151. Sin duda una gran diferencia con los primeros años: en 1938 solo hubo 6 abandonos de 237 participantes.

### 2005
El Rally de 2005 fue el duodécimo del calendario del Campeonato Mundial de Rally, celebrado los días 16 y 18 de septiembre de 2005. Incluyó la primera super especial cubierta en el Millennium Stadium de Cardiff. En el tramo quince, el piloto de Peugeot, Markko Märtin chocó violentamente contra un árbol, y a pesar de salir ileso su copiloto Michael Park tuvo heridas mortales. Fue la primera muerte en un rally del mundial en diez años. Las dos últimas etapas se cancelaron y Sébastien Loeb, que habría ganado el rally y el Campeonato, forzó voluntariamente una penalización de dos minutos para no ganar en esas circunstancias, dejando que Petter Solberg fuera proclamado vencedor.

### 2010
La edición de 2010, fue la última prueba en la que participaron los World Rally Car de 2 litros, que fueron sustituidos en 2011 por los nuevos World Rally Car basados en los Super 2000.

## Características

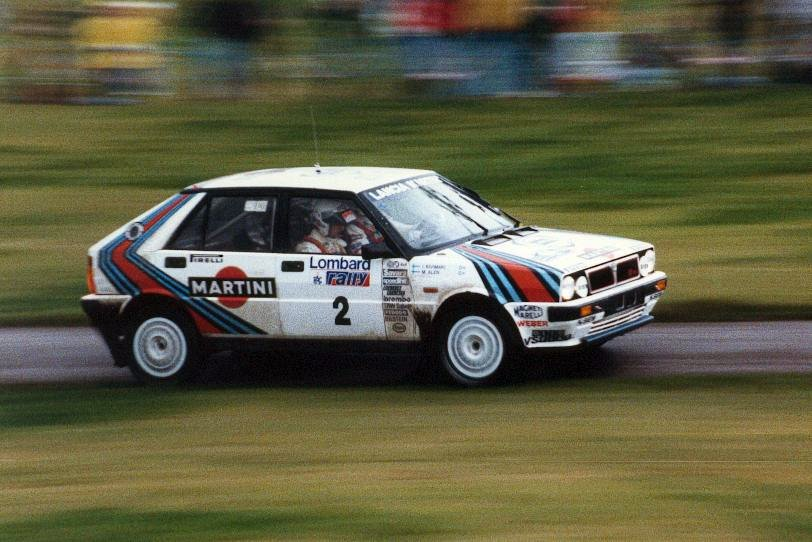
Lancia Delta HF 4WD.

Suele ser la última prueba del calendario y la que puede decidir el campeón mundial tanto de pilotos como de marcas. Las características de este rally son sus dificultades climatológicas como la hipotética e intensa lluvia y la densa niebla que se cierne sobre sus paisajes como sus tramos de grava curvados y dificultosos. Sin duda alguna la destreza especial de los corredores y la elección de neumáticos como de suspensión, son vitales para definir la prueba.

### Éxitos nórdicos
Los pilotos nórdicos han logrado buenos resultados en el Rally RAC, enseñando su dominio general de este deporte. Pilotos locales ganaron las seis primeras ediciones del rally desde 1953, cuando se proclamó a un piloto como vencedor final de la prueba por vez primera. Sin embargo, en 1960 Erik Carlsson de Suecia logró la primera de sus tres victorias consecutivas (1960-62) con su Saab 96; de los diez  pilotos que han logrado tres o más victorias en el rally, cinco han sido suecos, finlandeses o noruegos. El francés Sébastien Ogier ostenta el récord de mayor número de victorias en el Rally de Gran Bretaña con cinco, seguido del finlandés Hannu Mikkola y el noruego Petter Solberg con cuatro cada uno.

### Patrocinadores

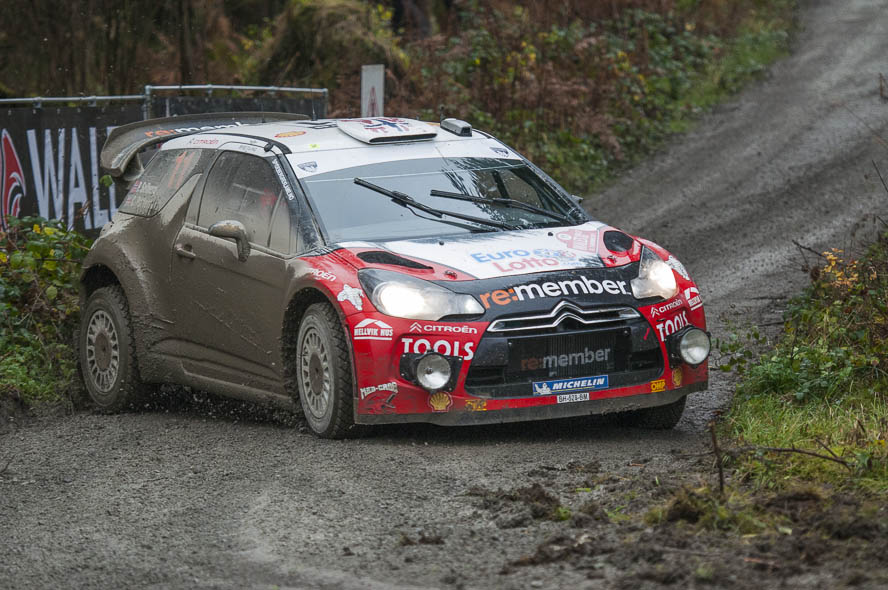
Los tramos duros y embarrados son característicos del Rally RAC.

Hasta 1970 no había ningún patrocinio, pero ese año aparecieron pegatinas publicitarias en los coches y el periódico Daily Mirror patrocinó la prueba. Este contrato duró cuatro años hasta que la financiera Lombard North Central le sustituyó en 1974, y el nombre de "Lombard" pasó a ser sinónimo del rally.
Después de la retirada de Lombard tras 19 años, el rally pasó a ser auspiciado en 1993 por Network Q. En 2000, el rally ha trasladado su base de operaciones a Cardiff y la mayoría de los tramos cronometrados se concentra en Gales. Con el patrocinio de la Agencia Galesa de Desarrollo, la prueba pasó de denominarse Rally RAC' a Rally de Gales (en inglés: Wales Rally of Great Britain). La edición 2009 carece de auspiciante y se conoce simplemente como Rally de Gran Bretaña.
Sin embargo, con una historia tan extensa desarrollada a lo largo de todo el país, hubo demandas para que volvieran lo "gloriosos días" del viejo RAC Rally. Siguiendo este espíritu, se han establecido recientemente dos pruebas que cubren los mismos tramos clásicos que ya no forman parte del Campeonato Mundial. El RAC Revival Rally utiliza automóviles modernos, si bien menos potentes, mientras que el Rally Roger Albert Clark es un rally de automóviles anteriores a 1972, y que recibe el nombre del primer vencedor local de la prueba como puntuable para el Campeonato del Mundo.

## Palmarés

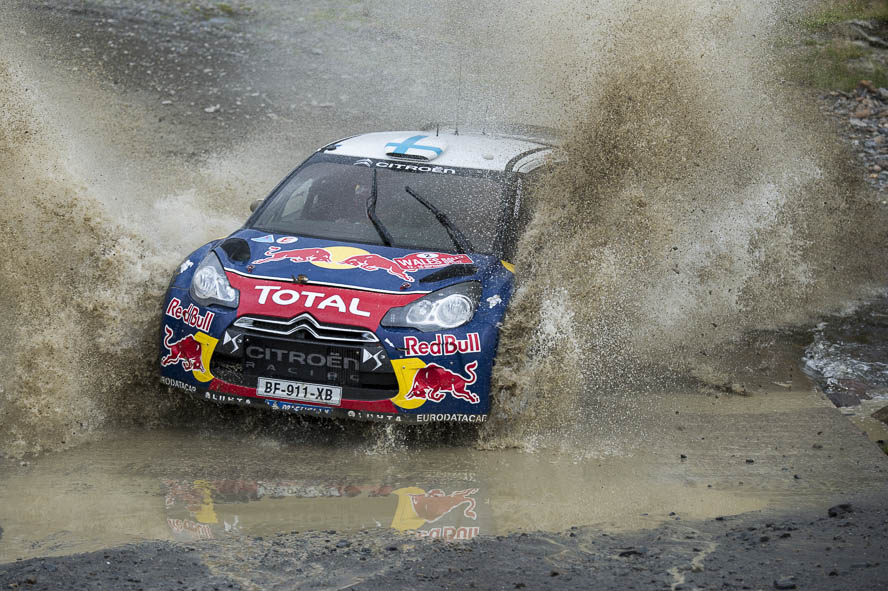
Los pilotos fineses suman 23 victorias en la prueba. En la imagen Mikko Hirvonen durante el año 2012, obtuvo la victoria en 2007.

| Año                             | Edición                               | Piloto                                | Copiloto              | Automóvil                   | Series        |
| ------------------------------- | ------------------------------------- | ------------------------------------- | --------------------- | --------------------------- | ------------- |
| 1932                            | 1st RAC Rally                         | Col. Loughborough                     |                       | Lanchester                  |               |
| 1933                            | 2nd RAC Rally                         | Miss Kitty Brunell                    |                       | AC Ace                      |               |
| 1934                            | 3rd RAC Rally                         | F R G Spikins                         |                       | Singer Le Mans              |               |
| 1935                            | No se celebró                         | No se celebró                         | No se celebró         | No se celebró               | No se celebró |
| 1936                            | 4th RAC Rally                         | C E A Westcott                        |                       | Austin 7                    |               |
| 1937                            | 5th RAC Rally                         | Jack Harrop                           |                       | Jaguar SS100                |               |
| 1938                            | 6th RAC Rally                         | Jack Harrop                           |                       | Jaguar SS100                |               |
| 1939                            | 7th RAC Rally                         | Abiegeg Fane                          |                       | BMW 328                     |               |
| Entre 1940 y 1950 no se disputó |                                       |                                       |                       |                             |               |
| 1951                            | 8th RAC Rally                         | Ian Appleyard                         | Mrs. Pat Appleyard    | Jaguar XK120                |               |
| 1952                            | 9th RAC Rally                         | Godfrey Imhof                         | Mrs. Barbara Frayling | Allard-Cadillac J2          |               |
| 1953                            | 10th RAC Rally                        | Ian Appleyard                         | Mrs. Pat Appleyard    | Jaguar XK120                | ERC           |
| 1954                            | 11st RAC Rally                        | John Wallwork                         | Harold Brooks         | Triumph TR2                 | ERC           |
| 1955                            | 12nd RAC Rally                        | Jimmy Ray                             | Brian Horrocks        | Standard Ten                | ERC           |
| 1956                            | 13rd RAC Rally                        | Lyndon Sims Rupert Jones Tony Ambrose |                       | Aston Martin DB2            | ERC           |
| 1957                            | No disputado                          | No disputado                          | No disputado          | No disputado                | No disputado  |
| 1958                            | 14th RAC Rally                        | Peter Harper                          | Dr Bill Deane         | Sunbeam Rapier              | ERC           |
| 1959                            | 15th RAC Rally                        | Gerald Burgess                        | Sam Croft-Pearson     | Ford Zephyr Six             | ERC           |
| 1960                            | 16th RAC Rally                        | Erik Carlsson                         | Stuart Turner         | Saab 96                     | ERC           |
| 1961                            | 17th RAC Rally                        | Erik Carlsson                         | John Brown            | Saab 96                     | ERC           |
| 1962                            | 18th RAC Rally                        | Erik Carlsson                         | David Stone           | Saab 96                     | ERC           |
| 1963                            | 19th RAC Rally                        | Tom Trana                             | Sune Lundström        | Volvo PV544                 | ERC           |
| 1964                            | 20th RAC Rally                        | Tom Trana                             | Gunnar Thermanius     | Volvo PV544                 | ERC           |
| 1965                            | 21st RAC Rally                        | Rauno Aaltonen                        | Tony Ambrose          | BMC Mini Cooper S 1275      | ERC           |
| 1966                            | 22nd RAC Rally                        | Bengt Söderström                      | Gunnar Palm           | Lotus Cortina               | ERC           |
| 1967                            | 23rd RAC Rally                        | Cancelado                             | Cancelado             | Cancelado                   | Cancelado     |
| 1968                            | 24th RAC Rally                        | Simo Lampinen                         | John Davenport        | Saab 96 V4                  | ERC           |
| 1969                            | 25th RAC Rally                        | Harry Kallström                       | Gunnar Haggbom        | Lancia Fulvia 1.6 Coupé HF  | ERC           |
| 1970                            | 26th Daily Mirror RAC Rally           | Harry Kallström                       | Gunnar Haggbom        | Lancia Fulvia 1.6 Coupé HF  | CIM           |
| 1971                            | 27th Daily Mirror RAC Rally           | Stig Blomqvist                        | Arne Hertz            | Saab 96 V4                  | CIM           |
| 1972                            | 28th Daily Mirror RAC Rally           | Roger Clark                           | Tony Mason            | Ford Escort RS1600          | CIM           |
| 1973                            | 29th Daily Mirror RAC Rally           | Timo Mäkinen                          | Henry Liddon          | Ford Escort RS1600          | WRC           |
| 1974                            | 30th Lombard RAC Rally                | Timo Mäkinen                          | Henry Liddon          | Ford Escort RS1600          | WRC           |
| 1975                            | 31st Lombard RAC Rally                | Timo Mäkinen                          | Henry Liddon          | Ford Escort RS1800          | WRC           |
| 1976                            | 32nd Lombard RAC Rally                | Roger Clark                           | Stuart Pegg           | Ford Escort RS1800          | WRC           |
| 1977                            | 33rd Lombard RAC Rally                | Björn Waldegård                       | Hans Thorszelius      | Ford Escort RS1800          | WRC           |
| 1978                            | 34th Lombard RAC Rally                | Hannu Mikkola                         | Arne Hertz            | Ford Escort RS1800          | WRC           |
| 1979                            | 35th Lombard RAC Rally                | Hannu Mikkola                         | Arne Hertz            | Ford Escort RS1800          | WRC           |
| 1980                            | 36th Lombard RAC Rally                | Henri Toivonen                        | Paul White            | Talbot Sunbeam Lotus        | WRC           |
| 1981                            | 37th Lombard RAC Rally                | Hannu Mikkola                         | Arne Hertz            | Audi Quattro                | WRC           |
| 1982                            | 38th Lombard RAC Rally                | Hannu Mikkola                         | Arne Hertz            | Audi Quattro                | WRC           |
| 1983                            | 39th Lombard RAC Rally                | Stig Blomqvist                        | Björn Cederberg       | Audi Quattro A2             | WRC           |
| 1984                            | 40th Lombard RAC Rally                | Ari Vatanen                           | Terry Harryman        | Peugeot 205 Turbo 16        | WRC           |
| 1985                            | 41st Lombard RAC Rally                | Henri Toivonen                        | Neil Wilson           | Lancia Delta S4             | WRC           |
| 1986                            | 42nd Lombard RAC Rally                | Timo Salonen                          | Seppo Harjanne        | Peugeot 205 Turbo 16        | WRC           |
| 1987                            | 43.er Lombard RAC Rally               | Juha Kankkunen                        | Juha Piironen         | Lancia Delta HF 4WD         | WRC           |
| 1988                            | 44th Lombard RAC Rally                | Markku Alén                           | Ilkka Kivimäki        | Lancia Delta Integrale      | WRC           |
| 1989                            | 45th Lombard RAC Rally                | Pentti Airikkala                      | Ronan McNamee         | Mitsubishi Galant VR-4      | WRC           |
| 1990                            | 46th Lombard RAC Rally                | Carlos Sainz                          | Luis Moya             | Toyota Celica GT-Four       | WRC           |
| 1991                            | 47th Lombard RAC Rally                | Juha Kankkunen                        | Juha Piironen         | Lancia Delta Integrale 16V  | WRC           |
| 1992                            | 48th Lombard RAC Rally                | Carlos Sainz                          | Luis Moya             | Toyota Celica Turbo 4WD     | WRC           |
| 1993                            | 49th Network Q RAC Rally              | Juha Kankkunen                        | Nicky Grist           | Toyota Celica Turbo 4WD     | WRC           |
| 1994                            | 50th Network Q RAC Rally              | Colin McRae                           | Derek Ringer          | Subaru Impreza 555          | WRC           |
| 1995                            | 51st Network Q RAC Rally              | Colin McRae                           | Derek Ringer          | Subaru Impreza 555          | WRC           |
| 1996                            | 52nd Network Q RAC Rally              | Armin Schwarz                         | Denis Giraudet        | Toyota Celica GT-Four       | C2L           |
| 1997                            | 53rd Network Q RAC Rally              | Colin McRae                           | Nicky Grist           | Subaru Impreza WRC          | WRC           |
| 1998                            | 54th Network Q Rally of Great Britain | Richard Burns                         | Robert Reid           | Mitsubishi Carisma GT Evo 5 | WRC           |
| 1999                            | 55th Network Q Rally of Great Britain | Richard Burns                         | Robert Reid           | Subaru Impreza WRC          | WRC           |
| 2000                            | 56th Network Q Rally of Great Britain | Richard Burns                         | Robert Reid           | Subaru Impreza WRC          | WRC           |
| 2001                            | 57th Network Q Rally of Great Britain | Marcus Grönholm                       | Timo Rautiainen       | Peugeot 206 WRC             | WRC           |
| 2002                            | 58th Network Q Rally of Great Britain | Petter Solberg                        | Phil Mills            | Subaru Impreza WRC          | WRC           |
| 2003                            | 59th Wales Rally of Great Britain     | Petter Solberg                        | Phil Mills            | Subaru Impreza WRC          | WRC           |
| 2004                            | 60th Wales Rally of Great Britain     | Petter Solberg                        | Phil Mills            | Subaru Impreza WRC          | WRC           |
| 2005                            | 61st Wales Rally of Great Britain     | Petter Solberg                        | Phil Mills            | Subaru Impreza WRC          | WRC           |
| 2006                            | 62nd Wales Rally of Great Britain     | Marcus Grönholm                       | Timo Rautiainen       | Ford Focus RS WRC 06        | WRC           |
| 2007                            | 63rd Wales Rally of Great Britain     | Mikko Hirvonen                        | Jarmo Lehtinen        | Ford Focus RS WRC 07        | WRC           |
| 2008                            | 64th Wales Rally of Great Britain     | Sébastien Loeb                        | Daniel Elena          | Citroën C4 WRC              | WRC           |
| 2009                            | 65th Wales Rally of Great Britain     | Sébastien Loeb                        | Daniel Elena          | Citroën C4 WRC              | WRC           |
| 2010                            | 66th Wales Rally of Great Britain     | Sébastien Loeb                        | Daniel Elena          | Citroën C4 WRC              | WRC           |
| 2011                            | 67th Wales Rally of Great Britain     | Jari-Matti Latvala                    | Miikka Anttila        | Ford Fiesta RS WRC          | WRC           |
| 2012                            | 68th Wales Rally of Great Britain     | Jari-Matti Latvala                    | Miikka Anttila        | Ford Fiesta RS WRC          | WRC           |
| 2013                            | 69th Wales Rally of Great Britain     | Sébastien Ogier                       | Julien Ingrassia      | Volkswagen Polo R WRC       | WRC           |
| 2014                            | 70th Wales Rally of Great Britain     | Sébastien Ogier                       | Julien Ingrassia      | Volkswagen Polo R WRC       | WRC           |
| 2015                            | 71th Wales Rally of Great Britain     | Sébastien Ogier                       | Julien Ingrassia      | Volkswagen Polo R WRC       | WRC           |
| 2016                            | 72th Wales Rally of Great Britain     | Sébastien Ogier                       | Julien Ingrassia      | Volkswagen Polo R WRC       | WRC           |
| 2017                            | 73th Wales Rally of Great Britain     | Elfyn Evans                           | Daniel Barritt        | Ford Fiesta WRC             | WRC           |
| 2018                            | 74th Wales Rally of Great Britain     | Sébastien Ogier                       | Julien Ingrassia      | Ford Fiesta WRC             | WRC           |
| 2019                            | 75th Wales Rally of Great Britain     | Ott Tänak                             | Martin Järveoja       | Toyota Yaris WRC            | WRC           |

- [11][3]